# 672 (číslo)
Šest set sedmdesát dva je přirozené číslo. Následuje po čísle šest set sedmdesát jedna a předchází číslu šest set sedmdesát tři. Římskými číslicemi se zapisuje DCLXXII a řeckými číslicemi χοβ.

## Matematika
672 je:
- Dvanáctiúhelníkové číslo
- Abundantní číslo
- Složené číslo
- Nešťastné číslo

## Astronomie
- (672) Astarte je planetka hlavního pásu, kterou objevil v roce 1908 August Kopff

## Komunikace
- +672 je mezinárodní telefonní předvolba Australských vnějších teritorií

## Roky
- 672
- 672 př. n. l.